# Франческо Муссо
Франческо Муссо (італ. Francesco Musso; 22 серпня 1937, Пор-Сен-Луї-дю-Рон, Франція) — італійський боксер, олімпійський чемпіон 1960 року. 

## Аматорська кар'єра
Олімпійські ігри 1960 
- 1/16 фіналу. Переміг Мілослава Пауновича (Югославія) 4-1
- 1/8 фіналу. Переміг Сон Сун Чхона (Південна Корея) 5-0
- 1/4 фіналу. Переміг Бориса Ніконорова (СРСР) 3-2
- 1/2 фіналу. Переміг Йорма Ліммонена (Фінляндія) 5-0
- Фінал. Переміг Єжі Адамські (Польща) 4-1